# Semioquímico
Un semioquímico (del griego "σημεῖον", semeion, señal) es una sustancia química o complejo de sustancias químicas emitidas por un organismo que afectan el comportamiento de otros individuos. La comunicación semioquímica se divide en dos amplias categorías: comunicación entre individuos de la misma especie (intraespecífica) y comunicación entre individuos de diferentes especies (comunicación interespecífica).
Generalmente se aplica en el campo de la ecología química para incluir feromonas, alelomonas, atractivos y repelentes animales.
Muchos insectos, incluyendo parasitoides, usan semioquímicos. Estos sirven para encontrar pareja, alimento, hábitat y recursos, alertar de enemigos y evitar competencia. Las feromonas se refieren a las comunicaciones intraespecíficas. Los aleloquímicos tratan de semioquímicos que tienen acciones interespecíficas. Incluyen las alelomonas, clasificadas en: alomonas, kairomonas y sinomonas. Alomonas benefician al que las emite, pero no al que las recibe; kairomonas favorecen al que las recibe y perjudican al que las emite y sinomonas benefician a ambas partes.

## Usos
Los semioquímicos se usan en el control de plagas:
1. para monitorear poblaciones de plagas y determinar si es necesario tomar medidas. El monitoreo de poblaciones de plagas con feromonas es usado en el manejo integrado de plagas.
2. para alterar el comportamiento de la plaga o de sus enemigos. Es posible alterar el comportamiento de la plaga en varias formas: disrupción del apareamiento, atracción a trampas, repeler plagas con la apariencia de que las plantas están enfermas.

En general las ventajas de usar semioquímicos son:
1. sus efectos adversos suelen ser específicos contra la especie plaga,
2. son de toxicidad relativamente baja y requieren cantidades pequeñas,
3. no persisten en el ambiente y son relativamente seguros,
4. no parece que las plagas desarrollen resistencia contra ellos.